# Agence de stimulation économique
Pour les articles homonymes, voir ASE.
L’Agence de stimulation économique (ASE) est une société anonyme belge de droit public, qui a été créée en 2006 dans le cadre du « Plan d'actions prioritaires pour l'avenir wallon » appelé aussi « Plan Marshall pour la Wallonie ». Depuis mars 2015 l’ASE et de l’AST ont fusionné au sein de l’Agence pour l’Entreprise et l’Innovation (A.E.I.). 
Sa mission est de structurer et coordonner un ensemble d'outils et de services destinés aux porteurs de projets et aux chefs d'entreprises :
1. Par la régulation du nombre d’opérateurs économiques.
2. Par la professionnalisation, la spécialisation et la complémentarité des offres desdits opérateurs, via les structures locales de coordination (SLC), relais locaux de l’agence sur le terrain.
3. Par l’élaboration et la mise en œuvre de nouveaux programmes concernant :

- L’esprit d’entreprendre
- La création d’activités
- Les aides aux entreprises : bourses et dispositifs
- L'intelligence stratégique (intelligence économique)
- Les collaborations inter régionales